# Papyrus 68
Papyrus 68 (in de nummering van Gregory-Aland), of {\displaystyle {\mathfrak {P}}}68, is een handschrift op papyrus van I Korintiërs 4:12-17; 4:19-5:3. Op grond van schrifttype wordt het gedateerd in de 7e eeuw.
De Griekse tekst van deze codex is een voorbeeld van een gemengde tekst. Aland plaatst het in Categorie III.
Het handschrift wordt bewaard in de Russische Nationale Bibliotheek Gr 258B in Sint Petersburg.